# ニコリッチ・ネマニャ
ニコリッチ・ネマニャ（セルビア語: Немања Николић, ラテン文字転写: Nemanja Nikolić, ハンガリー語: Nikolics Nemanja、1987年12月31日 - ）は、セルビア・ヴォイヴォディナ自治州センタ出身の元プロサッカー選手。元ハンガリー代表。現役時代のポジションはフォワード。

## クラブ経歴
2006年、バクシSCでプロキャリアをスタート。カポースヴェルジュVSCを経て、2008年2月7日にカポシュヴァーリ・ラーコーツィFCに移籍。ここで49試合に出場し13ゴールをマークした。この活躍から国内の強豪クラブから注目されるようになった。
2010年冬のマーケットでヴィデオトンFCに移籍。2009-10シーズンはカポズヴァリ時代も含めリーグ戦で18ゴールをマークし得点王を獲得した。翌2010-11シーズンはリーグ優勝を達成したが、2011-12シーズンにパウロ・ソウザ監督が就任するとスタメンから外れることが多くなった。2013-14シーズンから新監督が就任すると再びスタメンの座に返り咲き、自身2度目の得点王を獲得した。2014-15シーズンは2014年10月26日に12試合連続得点のリーグ記録を達成するなどハイペースでゴールを量産し、2年連続3度目の得点王に輝いた。
2015年6月8日、エクストラクラサのレギア・ワルシャワに移籍。2016年3月16日のザヴィシャ・ブィドゴシュチュ戦でハットトリックを達成するなどチームの得点源として活躍、最終的に37試合で28ゴールをマークし得点王に輝いた。
2016年12月20日、特別指定選手としてMLSのシカゴ・ファイアーに移籍。移籍金は300万ドルで年俸190万ドルの3年契約にサインした。シカゴ加入後も第17節のオーランド・シティSC戦でハットトリックを達成するなどハイペースでゴールを量産、最終的に24ゴールまで記録を伸ばし得点王に輝いた。またMLSベストイレブンも獲得した。
2020年2月、MOLフェヘールヴァールFC（旧ヴィデオトンFC）に移籍した。

## 代表歴
セルビア生まれながら母親がハンガリー人のため、ハンガリー代表を選択した。
2013年10月11日の2014 FIFAワールドカップ・ヨーロッパ予選・オランダ戦でハンガリー代表デビュー。3日後のアンドラ戦で初ゴール。
2014年11月18日の親善試合・ロシア戦で2点目を挙げた。
UEFA EURO 2016のメンバーに選ばれた。グループステージのアイスランド戦に出場し、終了間際に相手のオウンゴールを誘発した。

### ゴール
| #  | 開催日         | 開催地           | 対戦国             | スコア | 結果 | 試合概要                      |
| -- | -------------- | ---------------- | ------------------ | ------ | ---- | ----------------------------- |
| 1. | 2013年10月15日 | ブダペスト       | アンドラ           | 1–0    | 2–0  | 2014 FIFAワールドカップ予選   |
| 2. | 2014年11月18日 | ブダペスト       | ロシア             | 1–2    | 1–2  | 親善試合                      |
| 3. | 2015年6月5日   | デブレツェン     | リヒテンシュタイン | 3–0    | 4–0  | 親善試合                      |
| 4. | 2017年11月9日  | ルクセンブルク市 | ルクセンブルク     | 1–1    | 2–1  | 親善試合                      |
| 5. | 2017年11月14日 | ブダペスト       | コスタリカ         | 1–0    | 1–0  | 親善試合                      |
| 6. | 2020年9月6日   | ブダペスト       | ロシア             | 2–3    | 2–3  | UEFAネーションズリーグ2020-21 |
| 7. | 2020年10月8日  | ソフィア         | ブルガリア         | 3–0    | 3–1  | UEFA EURO 2020予選プレーオフ  |
| 8. | 2021年3月28日  | セラヴァッレ     | サンマリノ         | 3–0    | 3–0  | 2022 FIFAワールドカップ予選   |

## タイトル

### クラブ
- ヴィデオトン
  - ネムゼティ・バイノクシャーグI: 2010–11, 2014–15
  - マジャル・クパ: 2012
  - Hungarian Super Cup: 2011, 2012
- レギア・ワルシャワ
  - エクストラクラサ: 2015–16 [18], 2016–17
  - ポーランド・カップ: 2015–16 [19]

### 個人
- ヴィデオトン
  - ネムゼティ・バイノクシャーグI 得点王 (3): 2009–10(18ゴール)[20]、2013–14(18ゴール)[21]、2014–15(21ゴール)[22]
- レギア・ワルシャワ
  - エクストラクラサ 得点王: 2015–16(28ゴール)
  - ポーランド・カップ 得点王: 2015–16(6ゴール)[23]
  - エクストラクラサ 月間MVP: 2015年8月[24]、2015年9月[25]、2015年10月[26]
  - エクストラクラサ MVP: 2015–16 [27]

- シカゴ・ファイアー
  - メジャーリーグサッカー得点王：2017(24ゴール)
  - MLSベストイレブン：2017

## 人物
母親はハンガリー人で、自身も2011年1月28日にハンガリー国籍を取得した。